# Elizabeth Wilmot, Countess of Rochester

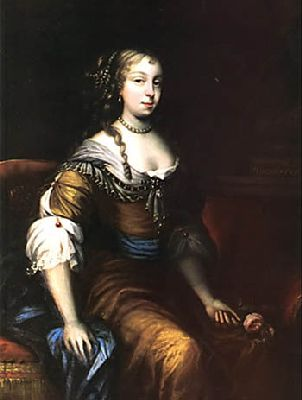
Elizabeth Wilmot (Malet),
gemalt von Peter Lely, 1667

Elizabeth Wilmot, Countess of Rochester (geborene Malet, * 1651; † 20. August 1681) war eine englische Adlige.
Sie war die Erbtochter des John Malet, Gutsherr von Enmore in Somerset, aus dessen Ehe mit Hon. Unton Hawley, Tochter des Francis Hawley, 1. Baron Hawley. 1667 heiratete sie den Dichter John Wilmot, 2. Earl of Rochester, mit dem sie vier Kinder hatte:
- Charles Wilmot, 3. Earl of Rochester (1671–1681);
- Lady Anne Wilmot, ⚭ (1) Henry Bayntun (1664–1691), MP, ⚭ (2) Hon. Francis Greville († 1710), Sohn des 5. Baron Brooke;
- Lady Elizabeth Wilmot (1674–1757),  ⚭ 1689 Edward Montagu, 3. Earl of Sandwich;
- Lady Malet Wilmot (1676–1709),  ⚭ 1692 John Vaughan, 1. Viscount Lisburne.

Ihre Dichtungen sind überliefert in einem Manuskript der Universität Nottingham. Es enthält Lieder und das Fragment einer Pastorale, die ihr zugeschrieben werden. 
In dem Spielfilm The Libertine (2004) wird sie von Rosamund Pike dargestellt.